# Саранью
Саранью́ (санскр. सरन्यू, IAST: Saraṇyū — «убегающая» [ночь]) — в индийской мифологии дочь небесного художника и строителя Тваштара.
По легенде, Саранью выдали замуж за Вивасвата, от которого она родила близнецов Ями и Яму. Затем она сбежала от нелюбимого мужа в облике кобылицы. Вивасват, вслед за этим, принял образ коня, настиг Саранью и примирился с ней. После примирения Саранью родила братьев-близнецов Ашвинов и Ману. Упоминается в «Ригведе» как дочь Тваштра, просватанная за Вивасвата (солнце), которому она принесла двух близнецов, конников-Ашвинов, индийских Кастора и Поллукса, олицетворяющих вечернюю и утреннюю звёзды.
Наиболее правдоподобным является то толкование Саранью, которое отождествляет её с дочерью солнца Ушас, или Сурьей, то есть зарёй.